# 元宝门

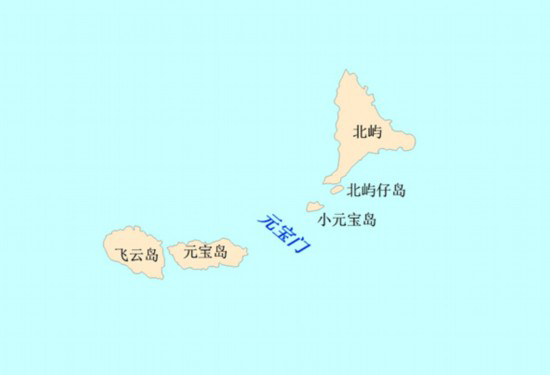
北屿地图。

元宝门是位在钓鱼台列屿北屿南边的元宝岛和小元宝岛之间的一个海峡。元宝门东北边有小元宝岛和北屿仔岛，西边有元宝岛和飞云岛。从前福建和台湾的渔民，在东海风浪大时，常常会将船只驶于此间以避风浪。元宝门的名稱由中國在2012年9月命名。